# 나는 나쁜 놈이 아니에요
《나는 나쁜 놈이 아니에요》(프랑스어: Je ne suis pas un salaud)는 2015년 개봉한 프랑스의 극영화로, 에마뉘엘 핑킬 감독이 연출하고 니콜라 뒤보셸, 멜라니 티에리가 출연하였다.

## 출연진
- 니콜라 뒤보셸 - 에디
- 멜라니 티에리 - 카린
- 드리스 람디 - 아메드
- 마린 카용 - 에스텔
- 조안 술레 - 노암
- 니콜라 브리데 - 레지 라브레크